# Cát Linh
Cát Linh là một phường thuộc quận Đống Đa, thành phố Hà Nội, Việt Nam.
Phường Cát Linh có diện tích 0,36 km², dân số năm 2022 là 13.340 người, mật độ dân số đạt 30.733 người/km².